# Mon pays
Mon pays is een nummer van de Franse zanger Faudel uit 2006. Het is de eerste single van zijn vierde studioalbum Mundial Corrida.
"Mon pays" gaat over Faudels dubbele nationaliteit, die zowel Frans als Algerijns is. Ook zingt Faudel over zijn twee culturen. Het nummer werd een grote hit in Frankrijk, en haalde daar de nummer 1-positie in de hitlijsten.